# سيرجيو دياز
سيرجيو دياز (بالإسبانية: Sergio Alejandro Díaz)‏ (9 فبراير 1985 إسبانيا - ) هو لاعب كرة قدم إسباني يلعب كمدافع.

## روابط خارجية
- سيرجيو دياز على موقع قاعدة بيانات كرة القدم.إي يو (الإنجليزية)
- سيرجيو دياز على موقع Soccerway.com (الإنجليزية)
- سيرجيو دياز على موقع AS.com (الإسبانية)